# Samir Caetano
Samir Caetano de Souza Santos (Río de Janeiro, 5 de diciembre de 1994) es un futbolista brasileño que juega como defensa en el Al-Najma S. C. de la Liga Profesional Saudí.

## Trayectoria

### Flamengo
Samir comenzó su carrera en el Flamengo de Brasil, debutando en la Serie A con el primer equipo en 2013; ganó la Copa do Brasil 2013 y el Campeonato Carioca de 2014 con el club.

### Udinese
El 18 de enero de 2016 fue transferido al Udinese Calcio por €4.5 millones, donde fue enviado inmediatamente a préstamo al Verona por el resto de la Serie A 2015-16.
Debutó en Italia el 4 de abril de 2016, donde además anotó el gol de la victoria de cabeza contra el Bologna.

### Watford
El 6 de enero de 2022 fichó por el Watford de Inglaterra con un contrato de tres años y medio por una tarifa no revelada.

### Tigres de la UANL
El 13 de agosto de 2022 se unió a los Tigres de la UANL de la Liga MX por una tarifa no revelada. En 2025 fue cedido a Mazatlán F. C., donde permaneció hasta que en agosto fue traspasado al Al-Najma S. C. saudí.

## Selección nacional
Samir fue parte de la selección brasileña sub-20 que compitió en el Campeonato Sudamericano de Fútbol Sub-20 de 2013. Además ha representado a Brasil en la categoría sub-21.

## Estadísticas
Actualizado al 29 de julio de 2025.
| Club                          | Div.          | Temporada     | Liga  | Liga  | Copa nacional | Copa nacional | Copa internacional | Copa internacional | Estatal | Estatal | Total | Total |
| Club                          | Div.          | Temporada     | Part. | Goles | Part.         | Goles         | Part.              | Goles              | Part.   | Goles   | Part. | Goles |
| ----------------------------- | ------------- | ------------- | ----- | ----- | ------------- | ------------- | ------------------ | ------------------ | ------- | ------- | ----- | ----- |
| C. R. Flamengo · Brasil       | 1.ª           | 2013          | 13    | 0     | 4             | 0             | ―                  | ―                  | 0       | 0       | 17    | 0     |
| C. R. Flamengo · Brasil       | 1.ª           | 2014          | 17    | 1     | 5             | 0             | 6                  | 0                  | 11      | 1       | 39    | 2     |
| C. R. Flamengo · Brasil       | 1.ª           | 2015          | 20    | 0     | 3             | 0             | ―                  | ―                  | 7       | 1       | 30    | 1     |
| C. R. Flamengo · Brasil       | Total club    | Total club    | 50    | 1     | 12            | 0             | 6                  | 0                  | 18      | 2       | 86    | 3     |
| Hellas Verona · Italia        | 1.ª           | 2015-16       | 3     | 1     | ―             | ―             | ―                  | ―                  | ―       | ―       | 3     | 1     |
| Hellas Verona · Italia        | Total club    | Total club    | 3     | 1     | 0             | 0             | 0                  | 0                  | 0       | 0       | 3     | 1     |
| Udinese Calcio · Italia       | 1.ª           | 2016-17       | 21    | 0     | 0             | 0             | ―                  | ―                  | ―       | ―       | 21    | 0     |
| Udinese Calcio · Italia       | 1.ª           | 2017-18       | 31    | 2     | 0             | 0             | ―                  | ―                  | ―       | ―       | 31    | 2     |
| Udinese Calcio · Italia       | 1.ª           | 2018-19       | 21    | 2     | 1             | 0             | ―                  | ―                  | ―       | ―       | 22    | 2     |
| Udinese Calcio · Italia       | 1.ª           | 2019-20       | 21    | 1     | 1             | 0             | ―                  | ―                  | ―       | ―       | 22    | 1     |
| Udinese Calcio · Italia       | 1.ª           | 2020-21       | 30    | 1     | 2             | 0             | ―                  | ―                  | ―       | ―       | 32    | 1     |
| Udinese Calcio · Italia       | 1.ª           | 2021-22       | 17    | 0     | 2             | 0             | ―                  | ―                  | ―       | ―       | 19    | 0     |
| Udinese Calcio · Italia       | Total club    | Total club    | 141   | 6     | 6             | 0             | 0                  | 0                  | 0       | 0       | 147   | 6     |
| Watford F. C. Inglaterra      | 1.ª           | 2021-22       | 19    | 0     | ―             | ―             | ―                  | ―                  | ―       | ―       | 19    | 0     |
| Watford F. C. Inglaterra      | Total club    | Total club    | 19    | 0     | 0             | 0             | 0                  | 0                  | 0       | 0       | 19    | 0     |
| Tigres de la UANL · México    | 1.ª           | 2022-23       | 26    | 2     | 1             | 0             | 5                  | 0                  | ―       | ―       | 32    | 2     |
| Tigres de la UANL · México    | 1.ª           | 2023-24       | 31    | 1     | 1             | 0             | 9                  | 0                  | ―       | ―       | 41    | 1     |
| Tigres de la UANL · México    | 1.ª           | 2024-25       | 0     | 0     | ―             | ―             | ―                  | ―                  | ―       | ―       | 0     | 0     |
| Tigres de la UANL · México    | Total club    | Total club    | 57    | 3     | 2             | 0             | 14                 | 0                  | 0       | 0       | 73    | 3     |
| Mazatlán F. C. · México       | 1.ª           | 2024-25       | 10    | 0     | ―             | ―             | ―                  | ―                  | ―       | ―       | 10    | 0     |
| Mazatlán F. C. · México       | 1.ª           | 2025-26       | 3     | 0     | ―             | ―             | 1                  | 0                  | ―       | ―       | 4     | 0     |
| Mazatlán F. C. · México       | Total club    | Total club    | 13    | 0     | 0             | 0             | 1                  | 0                  | 0       | 0       | 14    | 0     |
| Al-Najma S. C. Arabia Saudita | 1.ª           | 2025-26       | 0     | 0     | 0             | 0             | ―                  | ―                  | ―       | ―       | 0     | 0     |
| Al-Najma S. C. Arabia Saudita | Total club    | Total club    | 0     | 0     | 0             | 0             | 0                  | 0                  | 0       | 0       | 0     | 0     |
| Total carrera                 | Total carrera | Total carrera | 283   | 11    | 20            | 0             | 21                 | 0                  | 18      | 2       | 342   | 13    |

## Palmarés

### Títulos regionales
| Título             | Club           | Estado         | Año  |
| ------------------ | -------------- | -------------- | ---- |
| Campeonato Carioca | C. R. Flamengo | Río de Janeiro | 2014 |

### Títulos nacionales
| Título               | Club              | País   | Año  |
| -------------------- | ----------------- | ------ | ---- |
| Copa de Brasil       | C. R. Flamengo    | Brasil | 2013 |
| Liga MX              | Tigres de la UANL | México | 2023 |
| Campeón de Campeones | Tigres de la UANL | México | 2023 |